# 2019年日本週末興行成績1位の映画の一覧
2019年日本週末興行成績1位の映画の一覧（2019ねんにほんしゅうまつこうぎょうせいせきいちいのえいがのいちらん）は、2019年の日本全国での各週末（土・日）における興行成績1位の映画の一覧である。
観客動員数1位の映画の一覧であり、観客動員数1位と興行収入1位とが異なる映画の週は備考欄に記した。ただし、週末興行収入額が全作品で発表されているわけではないため、書き漏れている週末興行収入1位がある可能性もある。

## 一覧
| #  | 週末日付          | 日本週末観客動員数1位の映画                       | 週末観客動員数 | 週末興行収入     | 備考 | 出典                        |
| -- | ----------------- | ------------------------------------------------- | -------------- | ---------------- | --- | --------------------------- |
| 1  | 1月5日、6日       | シュガー・ラッシュ:オンライン                     | 022万9602人    | 02億9433万7800円 | 興行収入は『ボヘミアン・ラプソディ』が1位（22万8439人、3億3578万円）で、本作は2位。                                                                                 | [ 1 ]                       |
| 2  | 1月12日、13日     | Fate/stay night [Heaven's Feel] II.lost butterfly | 027万6795人    | 04億9050万6195円 | 14日までの3日間の成績は動員36万3080人、興収6億284万1741円。 | [ 3 ]                       |
| 3  | 1月19日、20日     | マスカレード･ホテル                               | 048万4000人    | 06億3300万0000円 | 18日(初日)からの3日間の成績は動員61万4450人、興収7億9870万8300円。                                                                                                  | [ 5 ]                       |
| 4  | 1月26日、27日     | マスカレード･ホテル                               | 035万1000人    | 04億7800万0000円 | | [ 6 ]                       |
| 5  | 2月2日、3日       | 七つの会議                                        | 026万0000人    | 03億3400万0000円 | 1日(初日)からの3日間の成績は動員35万1000人、興収4億3400万円。 | [ 7 ]                       |
| 6  | 2月9日、10日      | 七つの会議                                        | 021万3000人    | 02億7400万0000円 | 興行収入は『アクアマン』が1位（21万人、3億1400万円）で、本作は2位。                                                                                                 | [ 8 ]                       |
| 7  | 2月16日、17日     | フォルトゥナの瞳                                  | 014万1000人    | 01億8800万0000円 | 興行収入は『アクアマン』が1位（12万6000人、1億9600万円）で、本作は2位。                                                                                             | [ 9 ]                       |
| 8  | 2月23日、24日     | 翔んで埼玉                                        | 019万1000人    | 02億5900万0000円 | 22日(初日)からの3日間の成績は動員24万7968人、興収3億3094万9400円。 3日間の興行収入は『アリータ: バトル・エンジェル』が1位（21万2630人、3億4266万円）で、本作は2位。 | [ 10 ]                      |
| 9  | 3月2日、3日       | ドラえもん のび太の月面探査記                     | 058万6000人    | 06億9600万0000円 | 1日(初日)からの3日間の成績は動員64万5000人、興収7億5700万円。 | [ 11 ]                      |
| 10 | 3月9日、10日      | ドラえもん のび太の月面探査記                     | 052万0000人    | 06億1200万0000円 | | [ 12 ]                      |
| 11 | 3月16日、17日     | ドラえもん のび太の月面探査記                     | 036万9000人    | 04億3800万0000円 | | [ 13 ]                      |
| 12 | 3月23日、24日     | ドラえもん のび太の月面探査記                     | 026万2000人    | 03億1100万0000円 | | [ 14 ]                      |
| 13 | 3月30日、31日     | ドラえもん のび太の月面探査記                     | 027万6000人    | 03億2400万0000円 | | [ 15 ]                      |
| 14 | 4月6日、7日       | ドラえもん のび太の月面探査記                     | 014万6000人    | 01億7500万0000円 | | [ 16 ]                      |
| 15 | 4月13日、14日     | 名探偵コナン 紺青の拳                             | 114万5000人    | 14億6400万0000円 | 12日(初日)からの3日間の成績は動員145万8263人、興収18億8629万2700円。                                                                                                | [ 17 ] [ 18 ] [ 19 ] [ 20 ] |
| 16 | 4月20日、21日     | 名探偵コナン 紺青の拳                             | 067万8000人    | 08億8600万0000円 | | [ 21 ] [ 22 ] [ 23 ]        |
| 17 | 4月27日、28日     | アベンジャーズ/エンドゲーム                       | 062万8000人    | 09億6200万0000円 | 26日(初日)からの3日間の成績は動員96万人、興収14億円。 | [ 24 ] [ 25 ]               |
| 18 | 5月4日、5日       | 名探偵コナン 紺青の拳                             | 044万8000人    | 05億8700万0000円 | | [ 26 ] [ 24 ] [ 27 ]        |
| 19 | 5月11日、12日     | 名探偵ピカチュウ                                  | 020万9000人    | 03億1200万0000円 | 公開2週目。 興行収入は『アベンジャーズ/エンドゲーム』が1位（20万7000人、3億1600万円）で、本作は2位。                                                                | [ 28 ] [ 29 ] [ 30 ]        |
| 20 | 5月18日、19日     | コンフィデンスマンJP ロマンス編                   | 028万4000人    | 03億8600万0000円 | 17日(初日)からの3日間の成績は動員35万7000人、興収4億8000万円。 | [ 31 ] [ 32 ] [ 33 ]        |
| 21 | 5月25日、26日     | コンフィデンスマンJP ロマンス編                   | 025万8000人    | 03億5100万0000円 | | [ 34 ] [ 35 ] [ 36 ]        |
| 22 | 6月1日、2日       | ゴジラ キング・オブ・モンスターズ                 | 047万9000人    | 06億7700万0000円 | 5月31日(初日)からの3日間の成績は動員64万2000人、興収9億1100万円。                                                                                                   | [ 37 ] [ 38 ] [ 39 ]        |
| 23 | 6月8日、9日       | アラジン                                          | 076万6000人    | 11億2200万0000円 | | [ 40 ] [ 41 ] [ 42 ]        |
| 24 | 6月15日、16日     | アラジン                                          | 075万7000人    | 10億9900万0000円 | | [ 43 ] [ 44 ] [ 45 ]        |
| 25 | 6月22日、23日     | アラジン                                          | 069万1000人    | 09億9600万0000円 | | [ 46 ] [ 47 ] [ 48 ]        |
| 26 | 6月29日、30日     | アラジン                                          | 061万1000人    | 08億7900万0000円 | | [ 49 ] [ 50 ] [ 51 ]        |
| 27 | 7月6日、7日       | アラジン                                          | 046万8000人    | 06億9900万0000円 | | [ 52 ] [ 53 ] [ 54 ]        |
| 28 | 7月13日、14日     | トイ・ストーリー4                                 | 103万1000人    | 13億7700万0000円 | 12日(初日)からの4日間の成績は動員127万人、興収24億円。 | [ 55 ] [ 56 ] [ 57 ]        |
| 29 | 7月20日、21日     | 天気の子                                          | 083万0000人    | 11億8500万0000円 | 19日(初日)からの3日間の成績は動員115万9020人、興収16億4380万9400円。                                                                                                | [ 58 ] [ 59 ] [ 60 ]        |
| 30 | 7月27日、28日     | 天気の子                                          | 070万4000人    | 10億1200万0000円 | | [ 61 ] [ 62 ] [ 63 ]        |
| 31 | 8月3日、4日       | 天気の子                                          | 050万5000人    | 07億1800万0000円 | | [ 64 ] [ 65 ] [ 66 ]        |
| 32 | 8月10日、11日     | ONE PIECE STAMPEDE                                | 059万8000人    | 08億0600万0000円 | 9日(初日)からの4日間の成績は、動員125万4372人、興収16億4632万1500円。                                                                                               | [ 67 ] [ 68 ] [ 69 ]        |
| 33 | 8月17日、18日     | ライオン・キング                                  | 042万4000人    | 06億2800万0000円 | 公開2週目。 | [ 70 ] [ 71 ] [ 72 ]        |
| 34 | 8月24日、25日     | 天気の子                                          | 030万5000人    | 04億2100万0000円 | 興行収入は『ライオン・キング』が1位（29万人、4億6700万円）で、本作は2位。                                                                                           | [ 73 ] [ 74 ] [ 75 ]        |
| 35 | 8月31日、9月1日   | 天気の子                                          | 034万7000人    | 04億1700万0000円 | | [ 76 ] [ 77 ] [ 78 ]        |
| 36 | 9月7日、8日       | かぐや様は告らせたい〜天才たちの恋愛頭脳戦〜      | 025万5000人    | 03億1500万0000円 | 6日(初日)からの3日間の成績は、動員36万人、興収4億6000万円。 | [ 79 ] [ 80 ] [ 81 ]        |
| 37 | 9月14日、15日     | 記憶にございません!                               | 035万7000人    | 04億5800万0000円 | 13日(初日)からの4日間の成績は、動員64万8000人、興収8億1900万円。 | [ 82 ] [ 83 ] [ 84 ]        |
| 38 | 9月21日、22日     | 記憶にございません!                               | 028万0000人    | 03億6900万0000円 | | [ 85 ] [ 86 ] [ 87 ]        |
| 39 | 9月28日、29日     | 記憶にございません!                               | 018万5000人    | 02億4700万0000円 | | [ 88 ] [ 89 ] [ 90 ]        |
| 40 | 10月5日、6日      | ジョーカー                                        | 035万6000人    | 05億4800万0000円 | 4日(初日)から3日間の成績は、動員49万8071人、興収7億5566万8700円。                                                                                                   | [ 91 ] [ 92 ] [ 93 ]        |
| 41 | 10月12日、13日    | ジョーカー                                        | 021万7000人    | 03億3200万0000円 | | [ 94 ] [ 95 ] [ 96 ]        |
| 42 | 10月19日、20日    | ジョーカー                                        | 023万4000人    | 03億5300万0000円 | | [ 97 ] [ 98 ] [ 99 ]        |
| 43 | 10月26日、27日    | ジョーカー                                        | 018万0000人    | 02億6900万0000円 | | [ 100 ] [ 101 ] [ 102 ]     |
| 44 | 11月2日、3日      | IT/イット THE END “それ”が見えたら、終わり。      | 018万5000人    | 02億7200万0000円 | 1日(初日)から4日間の成績は、動員36万人、興収5億円。 | [ 103 ] [ 104 ] [ 105 ]     |
| 45 | 11月9日、10日     | ターミネーター:ニュー・フェイト                   | 032万8321人    | 04億6826万0000円 | 8日(初日)から3日間の成績は、動員44万9565人、興収6億3728万円。 | [ 106 ] [ 107 ] [ 108 ]     |
| 46 | 11月16日、17日    | ターミネーター:ニュー・フェイト                   | 020万5317人    | 02億9716万0000円 | | [ 109 ] [ 110 ] [ 111 ]     |
| 47 | 11月23日、24日    | アナと雪の女王2                                   | 121万1000人    | 16億1600万0000円 | 22日(初日)から3日間の成績は、動員145万人、興収19億円。 | [ 112 ] [ 113 ] [ 114 ]     |
| 48 | 11月30日、12月1日 | アナと雪の女王2                                   | 124万8000人    | 14億3500万0000円 | | [ 115 ] [ 116 ] [ 117 ]     |
| 49 | 12月7日、8日      | アナと雪の女王2                                   | 077万6000人    | 10億3300万0000円 | | [ 118 ] [ 119 ] [ 120 ]     |
| 50 | 12月14日、15日    | アナと雪の女王2                                   | 060万7000人    | 07億8000万0000円 | | [ 121 ] [ 122 ] [ 123 ]     |
| 51 | 12月21日、22日    | スター・ウォーズ/スカイウォーカーの夜明け         | 067万1000人    | 10億3700万0000円 | 20日(初日)から3日間の成績は、動員101万8851人、興収15億7046万円。 | [ 124 ] [ 125 ] [ 126 ]     |
| 52 | 12月28日、29日    | スター・ウォーズ/スカイウォーカーの夜明け         | 042万8000人    | 06億6700万0000円 | | [ 127 ]                     |

## 特別料金等
上記の表（備考含む）の作品のうち、以下に挙げる作品は特別料金を含む上映も行われた。特別料金も興行収入の金額に含まれる。
- IMAX
  - ボヘミアン・ラプソディ
  - アクアマン
  - アリータ: バトル・エンジェル
  - アベンジャーズ/エンドゲーム
  - 名探偵ピカチュウ（5月17日以降）
  - ゴジラ キング・オブ・モンスターズ
  - アラジン
  - トイ・ストーリー4
  - 天気の子
  - ライオン・キング
  - ジョーカー
  - IT/イット THE END “それ”が見えたら、終わり。
  - ターミネーター:ニュー・フェイト
  - アナと雪の女王2
  - スター・ウォーズ/スカイウォーカーの夜明け
- 3D映画
  - アクアマン
  - アリータ: バトル・エンジェル
  - アベンジャーズ/エンドゲーム
  - ゴジラ キング・オブ・モンスターズ
  - アラジン
  - トイ・ストーリー4
  - ライオン・キング
  - スター・ウォーズ/スカイウォーカーの夜明け
- 4D映画（4DX/MX4D方式）
  - シュガー・ラッシュ:オンライン
  - ボヘミアン・ラプソディ
  - アクアマン
  - アリータ: バトル・エンジェル
  - アベンジャーズ/エンドゲーム
  - 名探偵ピカチュウ
  - ゴジラ キング・オブ・モンスターズ
  - アラジン
  - トイ・ストーリー4
  - ONE PIECE STAMPEDE
  - ライオン・キング
  - 天気の子（9月27日以降）
  - IT/イット THE END “それ”が見えたら、終わり。
  - ターミネーター:ニュー・フェイト
  - アナと雪の女王2
  - スター・ウォーズ/スカイウォーカーの夜明け

以下の映画は、映倫によるレイティングの対象となり、年齢による入場制限が行われた。
- R18+ (18歳未満の鑑賞を禁止)
- R15+ (15歳未満の鑑賞を禁止)
  - ジョーカー
  - IT/イット THE END “それ”が見えたら、終わり。
- PG12 (小学生には成人保護者の助言・指導が必要)
  - Fate/stay night [Heaven's Feel] II.lost butterfly
  - アリータ: バトル・エンジェル
  - ターミネーター:ニュー・フェイト